# Postamt Bad Liebenstein
Das ehemalige Postamt Bad Liebenstein ist ein historistischer Repräsentationsbau in der Stadt Bad Liebenstein im Wartburgkreis in Thüringen. Das 1895 im „hennebergisch-fränkischen“ Fachwerk-Stil errichtete Gebäude zählt zu den bekanntesten Sehenswürdigkeiten der Stadt; es steht unter Denkmalschutz und wurde 1982 als Motiv für die DDR-Briefmarkenserie Bauten der Deutschen Post ausgewählt.

## Vorgeschichte
Für das im Herzogtum Sachsen-Meiningen gelegene Kurbad Liebenstein bestand zunächst im Gasthaus „Zum Felsenkeller“ eine als Poststube genutzte Räumlichkeit. Wöchentlich dreimal verkehrte auf der Thurn-und-Taxis’schen Postlinie Eisenach–Witzelroda–Schwallungen–Meiningen eine Postkutsche, die Umladestelle für Liebensteiner Postsachen befand sich in Witzelroda. Mit Eröffnung der Werra-Eisenbahn wurde die Umladestelle auf den Bahnhof Immelborn verlagert; eine Botenpostlinie wurde nach Liebenstein und Schweina eingerichtet, die bis 1889 bestand. Mit dem Bau der Bahnlinie von Liebenstein nach Immelborn erhielt Liebenstein einen direkten Anschluss an den Bahnpostverkehr.

## Bau und Nutzung
Der Neubau für das Postamt Liebenstein wurde 1895 eingeweiht und diente dem Post- und Paketverkehr, später auch Telefonverkehr der Kurstadt. Mehrfach wandelte sich die Dienstanschrift des Postamts: zunächst Liebenstein, seit Gründung der Reichspost im Jahr 1872 wurde die Post nach Liebenstein (Sachsen-Meiningen) aufgegeben, ab 1907 Bad Liebenstein (Sachsen-Meiningen), nach der Bildung des Landes Thüringen am 1. Mai 1920 Bad Liebenstein (Thüringen). Das Postgebäude wurde – so die Inschrift an der Fassade – 1927 erweitert, dabei handelt es sich um den Anbau rechts neben dem Türmchen mit der ehemaligen Fernschreiberstation und der ehemaligen Paketannahme.

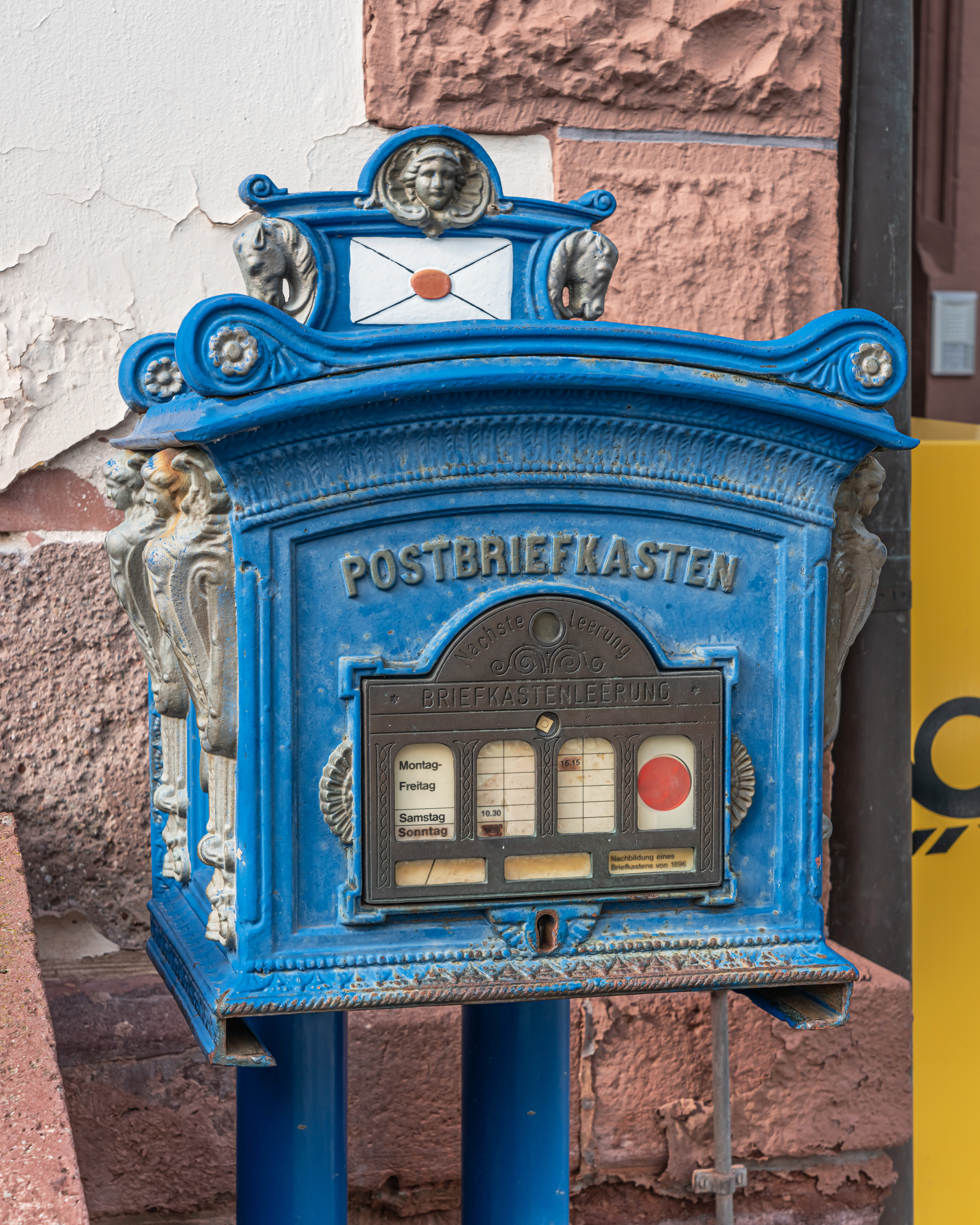
Nachbildung eines Postbriefkasten aus der Zeit um 1890 am Postamt, 2020

Die Südfassade bekrönt ein Ziergiebel, der zur Bauzeit den kaiserlichen Reichsadler trug. Dieser wurde später durch den Reichsadler der Weimarer Republik ersetzt. Der Reichsadler war in der DDR-Zeit durch eine Holztafel mit dem damals gültigen Postsymbol – schwarzes Posthorn auf gelbem Grund – verdeckt und wurde nach der Wende bei fälligen Renovierungsarbeiten wieder freigelegt, ohne allerdings den Schriftzug „Deutsche Reichspost“ (in Frakturschrift) hervorzuheben.

## Trivia
An der Stelle, an der sich der Schriftzug „POSTAMT“ befindet, ist eigentlich zu viel Platz für das kurze Wort. Die originale Inschrift lautete 1895 „KAISERLICHES POSTAMT“, wie auch auf alten Ansichtskarten zu sehen ist.
Der vor dem Gebäude stehende Postbriefkasten wurde erst 1995 zum hundertjährigen Jubiläum aufgestellt. Nur wenige Jahre später wurde die Postfiliale geschlossen und in eine private Postagentur an anderer Stelle überführt. Das Briefverteilzentrum blieb bis heute im Gebäude.

## Philatelistische Würdigung
Eine Briefmarke, die das Postamt Bad Liebenstein zeigt, erschien am 9. Februar 1982. Die Ausgabe der Deutschen Post erschien als Teil der Serie Bauten der Deutschen Post (Mi. Nr. 2673) mit dem Wert von 20 Pfennig. Der Entwurf stammt vom Gebrauchsgrafiker Ralf-Jürgen Lehmann. Die Auflage betrug 8.000.000 Stück.